# Stadterhebungsmonument

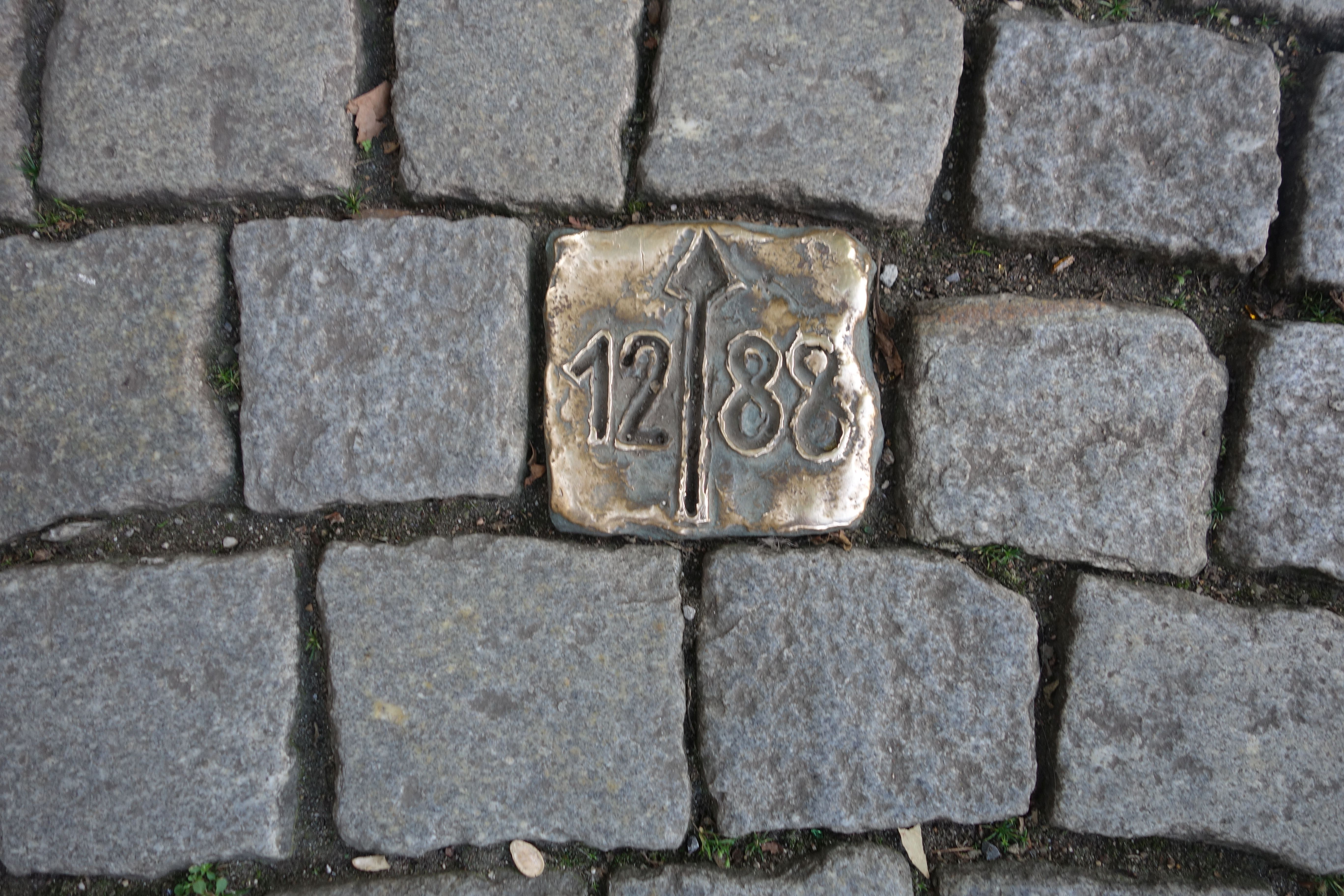
Stellt man sich auf diesen Stein, kann man im Monument das Vexierbild mit dem Datum 1288 der Stadterhebung entschlüsseln

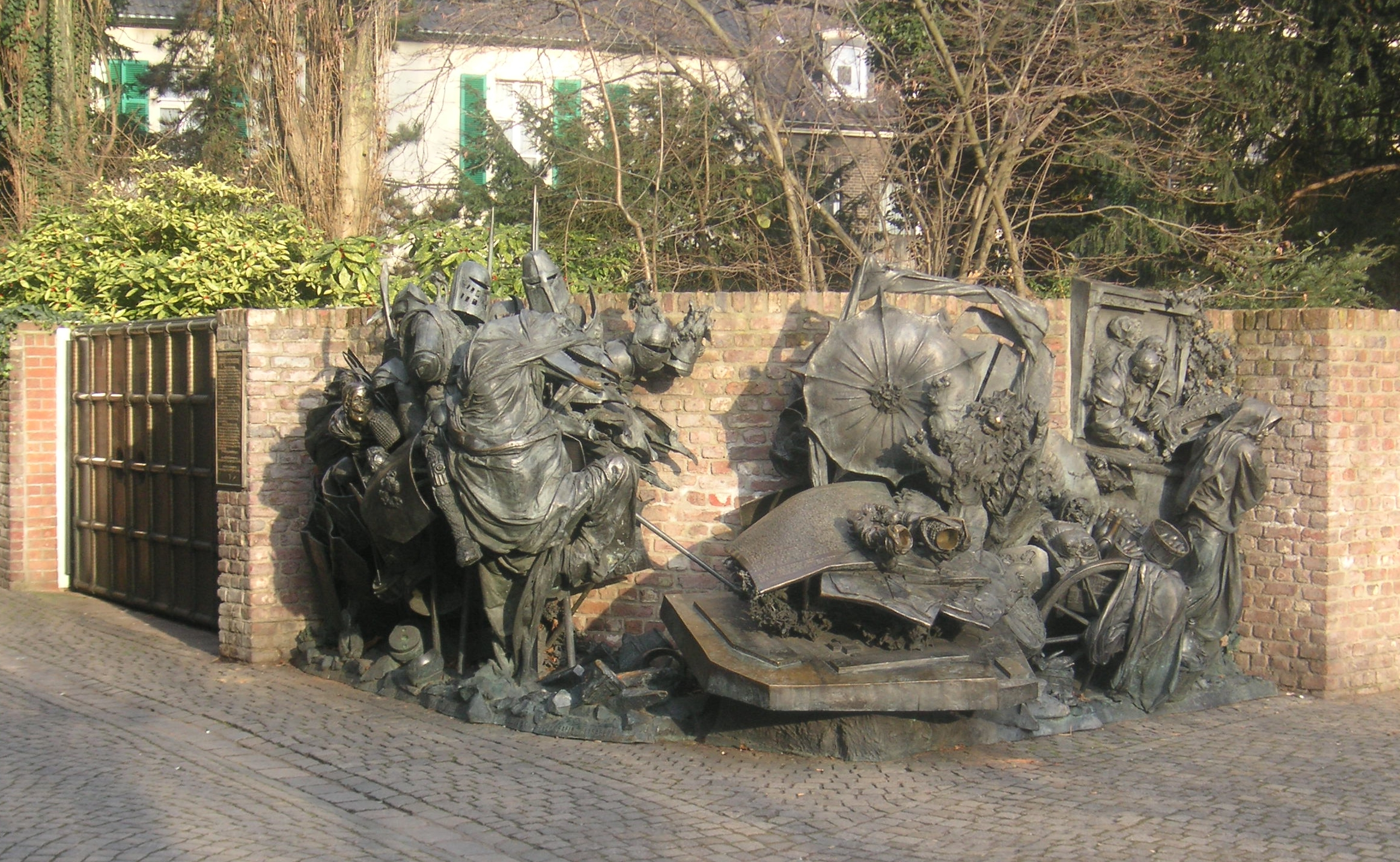
Stadterhebungsmonument, Düsseldorf

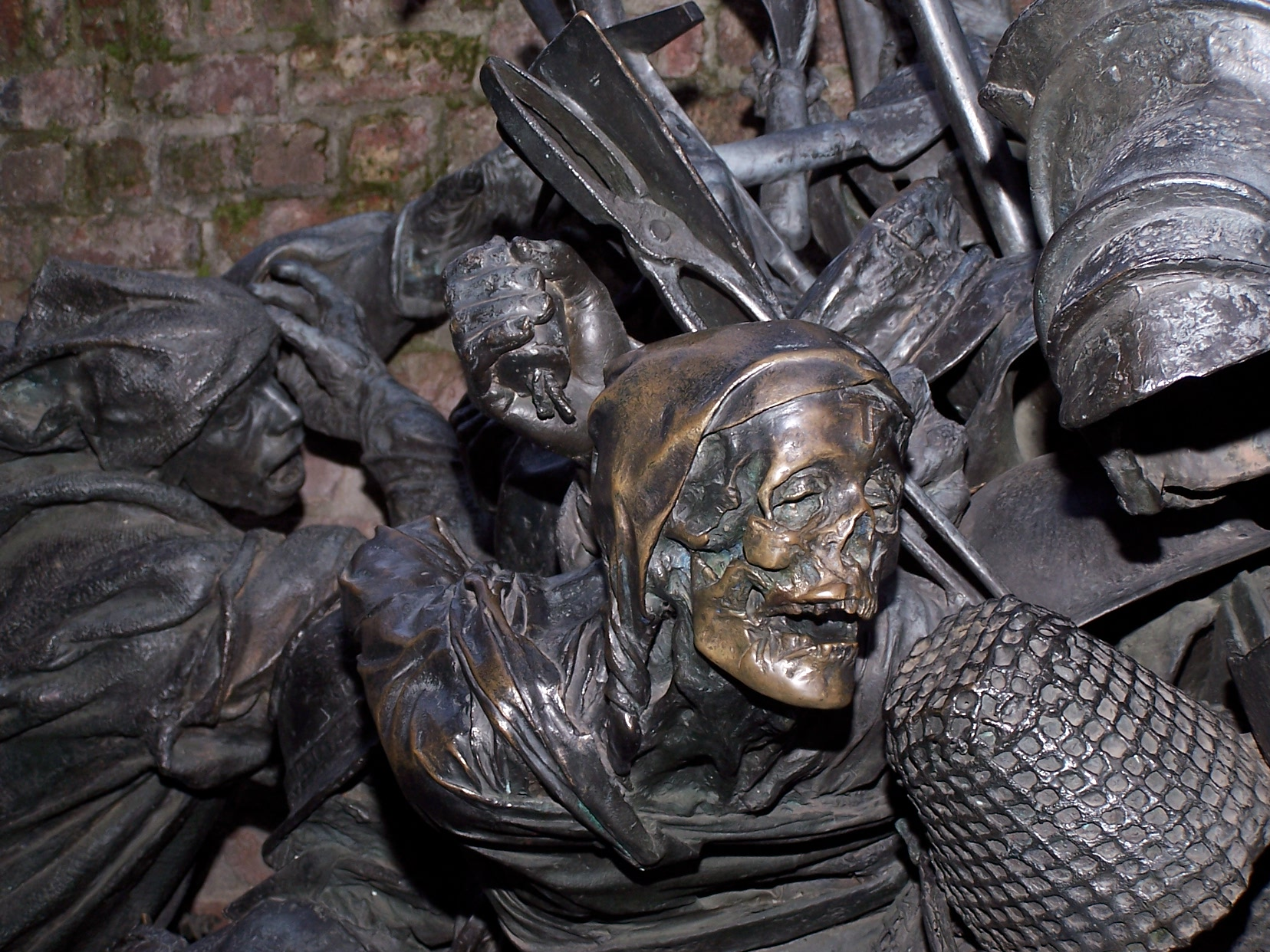
Detail aus dem Stadterhebungsmonument

Das Stadterhebungsmonument ist ein Denkmal zum Gedenken an die Verleihung der Stadtrechte an Düsseldorf. Es befindet sich an der Joseph-Wimmer-Gasse Ecke Müller-Schlösser-Gasse in der Altstadt. Die Plastik wurde vom Bert Gerresheim gefertigt. Es wurde 1988 anlässlich der 700-Jahr-Feier errichtet. Zu den Motiven zählt die Schlacht von Worringen, die Besiegelung der Stadterhebungsurkunde und die Erhebung der St. Lambertus geweihten Pfarrkirche zum Kanonikerstift.